# حوض أولاد عبدون
حوض أولاد عبدون (المعروف أيضًا باسم حوض خريبكة) هو حوض رسوبي للفوسفات يقع في المغرب بالقرب من مدينة خريبكة. وهي الأكبر في المغرب، حيث يضم 44٪ من احتياطيات المغرب من الفوسفات، وما لا يقل عن 26.8 مليار طن من الفوسفات. يُعرف أيضًا بأنه موقع مهم لأحافير الفقاريات، مع رواسب تتراوح من أواخر العصر الطباشيري (السينوماني-التوروني) إلى العصر الأيوسيني (الأبريسيني)، وهي فترة حوالي 25 مليون سنة.

## جغرافية
يقع أولاد عبدون غرب جبال الأطلس بالقرب من مدينة خريبكة. تغطي رواسب أولاد عبدون الفوسفات حوالي 100 × 45 كيلومترًا (62 × 28 ميلًا)، وهي مساحة تبلغ 4500 كيلومتر مربع (1700 ميل مربع). يعتبر أولاد عبدون أكبر وأقصى شمال أحواض الفوسفات المغربية الرئيسية، والتي تمتد من الشمال الشرقي إلى الجنوب الغربي، وتشمل أحواض قنتور ومسقلة ووادي الذهب (العيون- با).

## الديناصورات
تنتشر أحافير الطيور في الحوض ويضم أقدم أحافير الطيور في إفريقيا. به ما لا يقل عن ثلاثة رتب وعدة عائلات من الطيور البحرية، بما في ذلك نوئيات (طيور القطرس وطيور نوية)، والبجعيات (البجع والشانية)، والإوزيات (الطيور المائية).

## معرض الصور

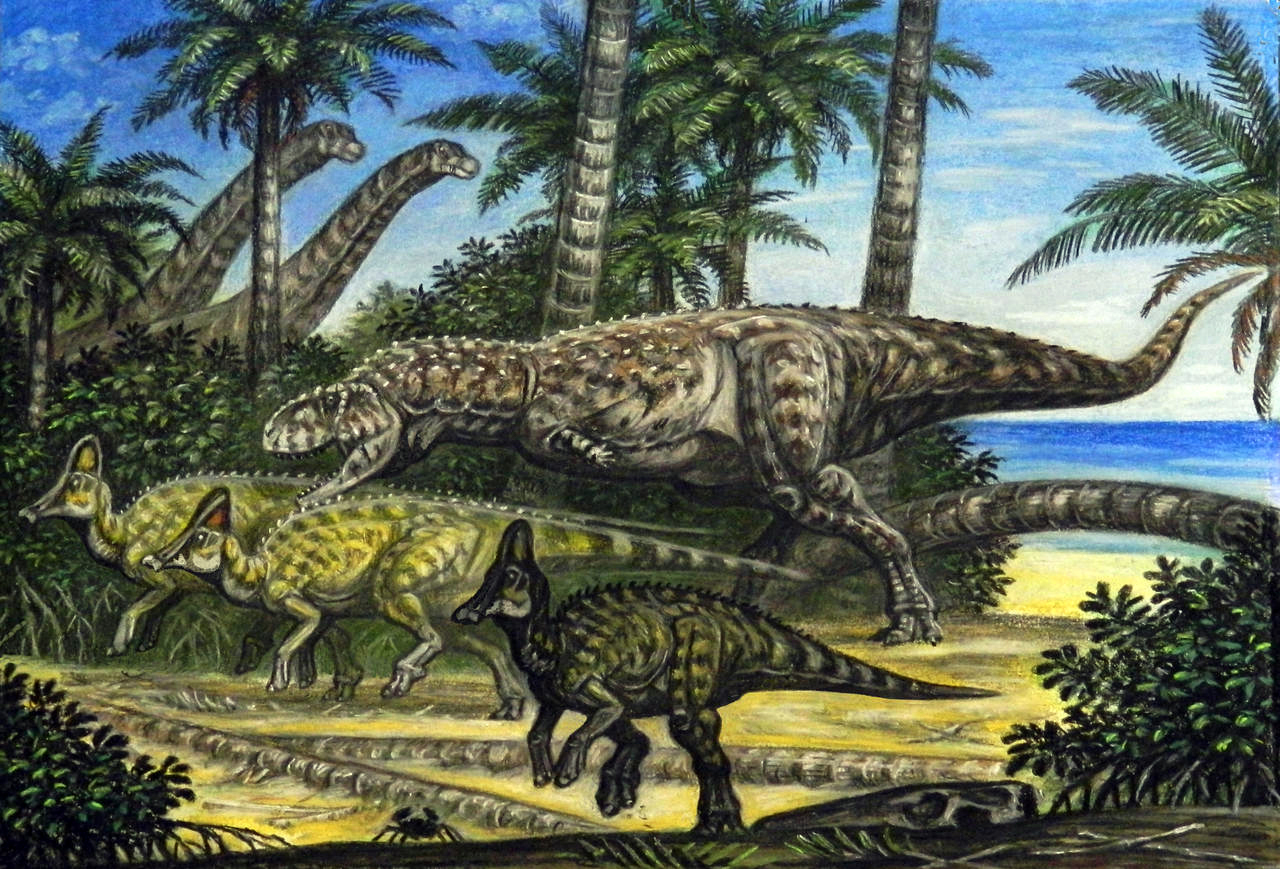
إعادة الحياة لحوض أولاد عبدون خلال أواخر العصر الطباشيري: حيوانات قديمة تتجول على الأرض
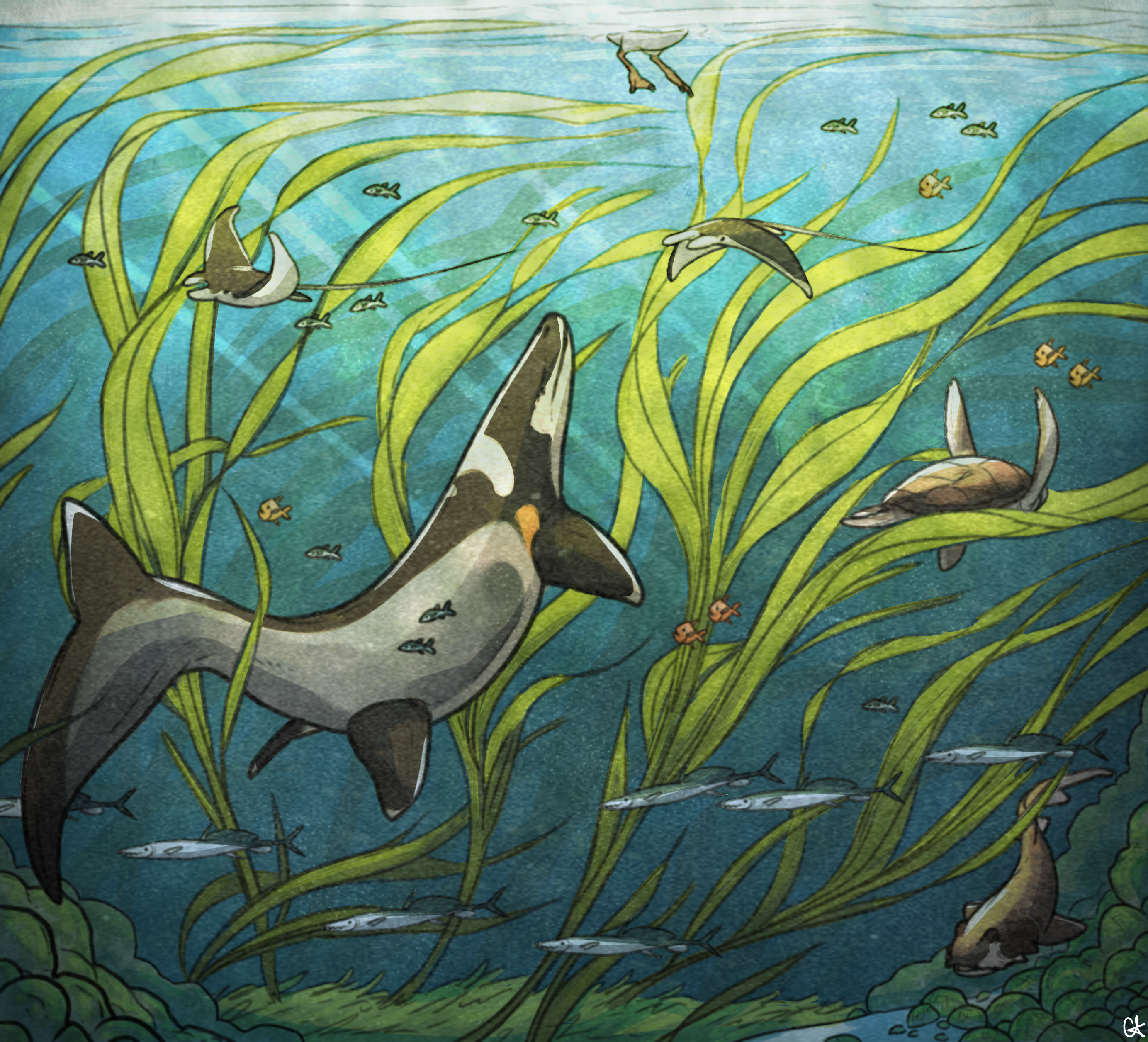
إعادة الحياة لحوض أولاد عبدون خلال أواخر العصر الطباشيري: في البحر.
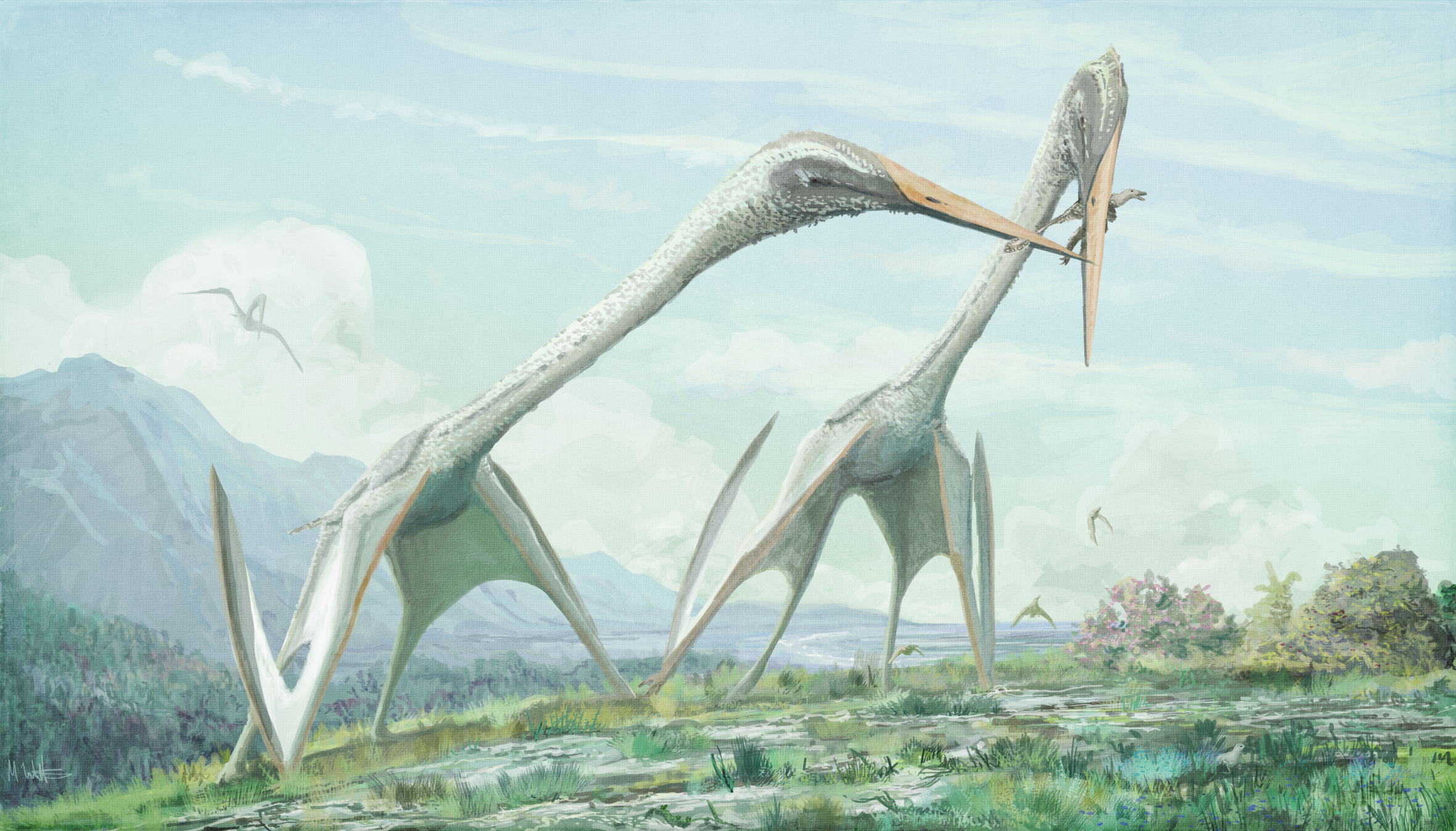
صورة تخيلية لأرامبورغيانيا المنقرض.
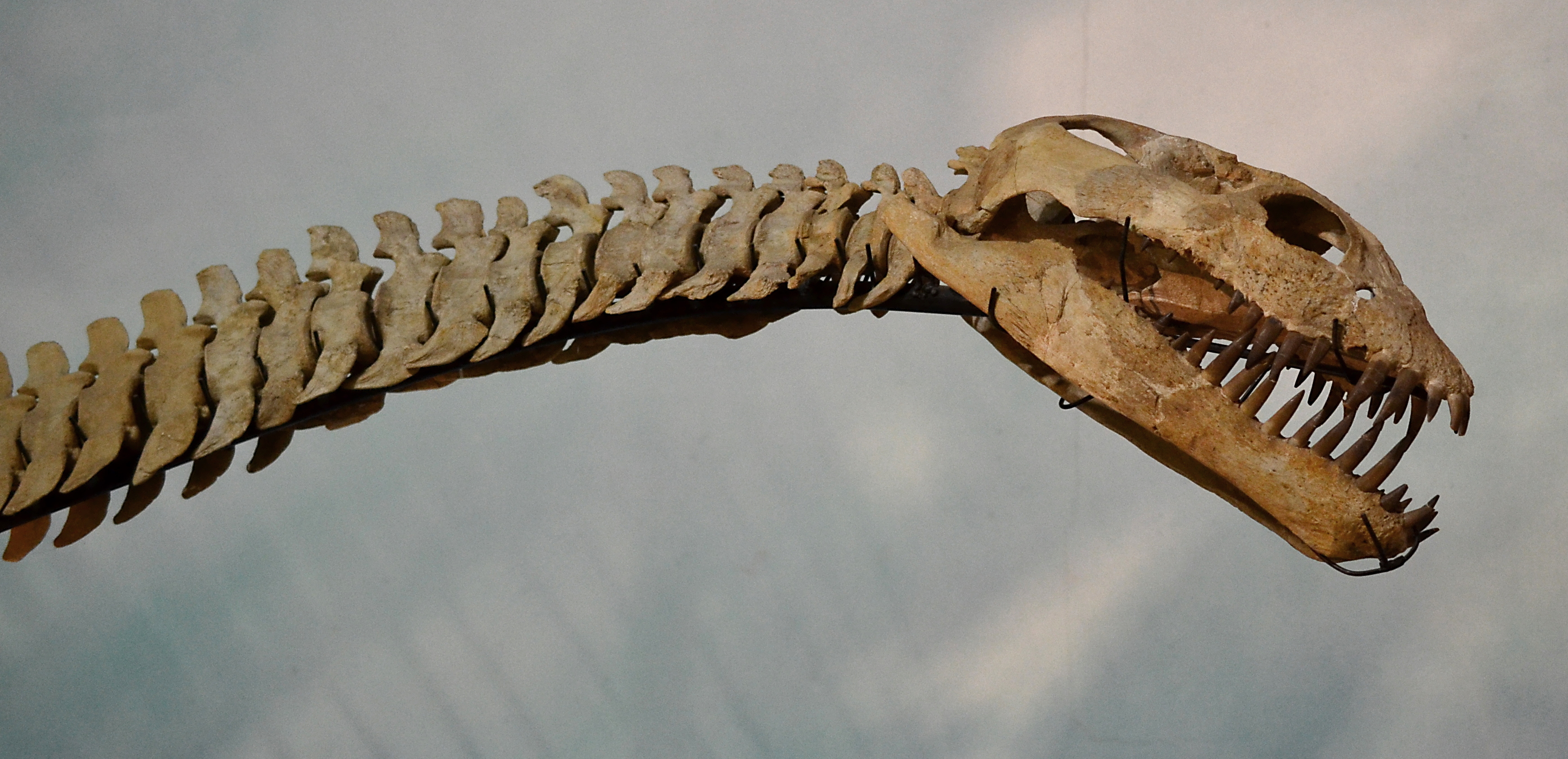
الهيكل العظمي زاحفة الزرافة.
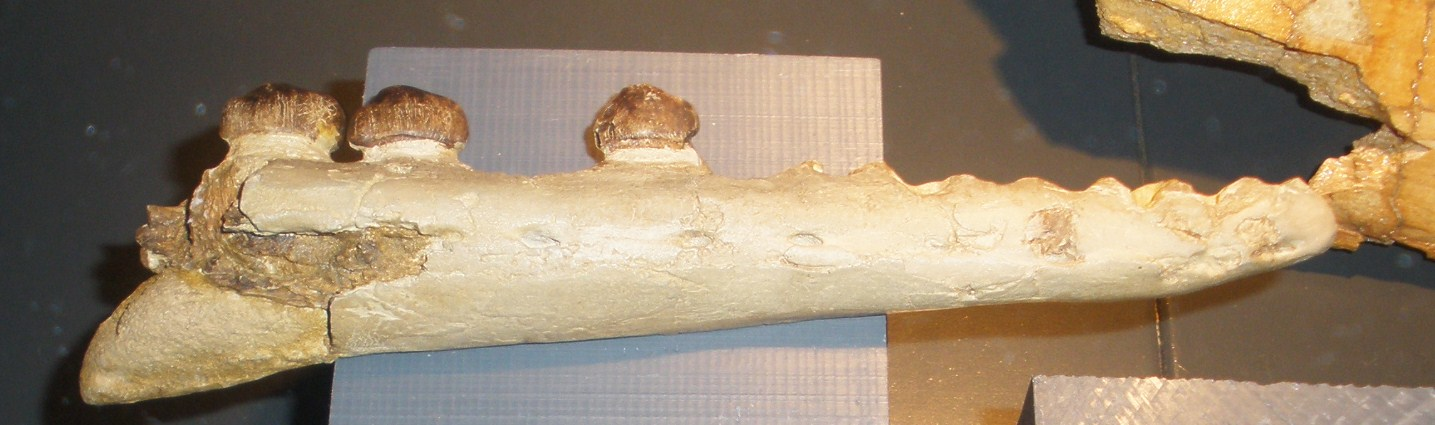
كارينودنز.
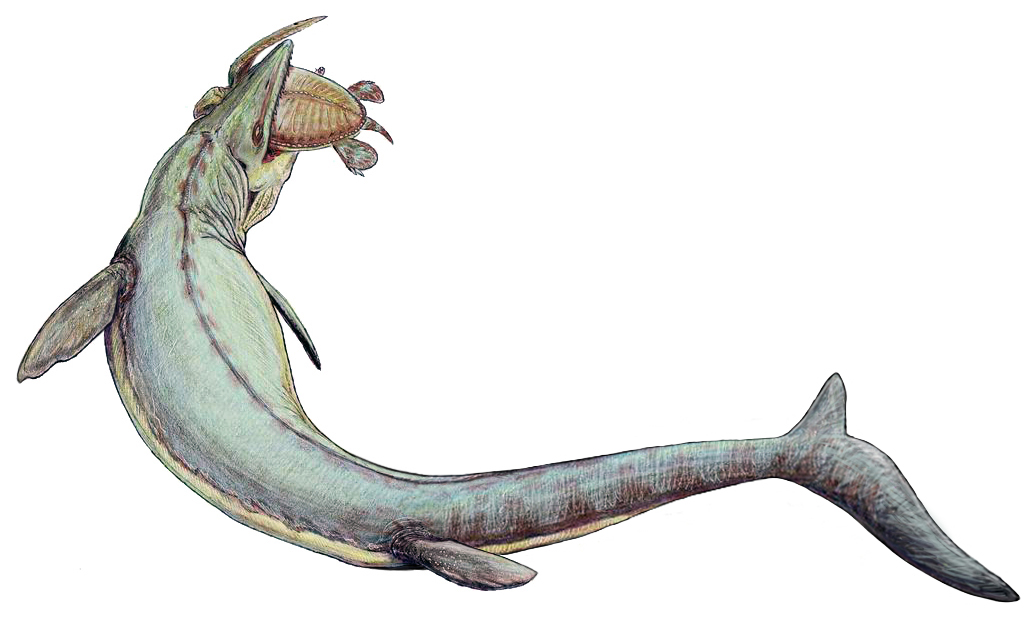
صورة تخيلية لموزاصور.
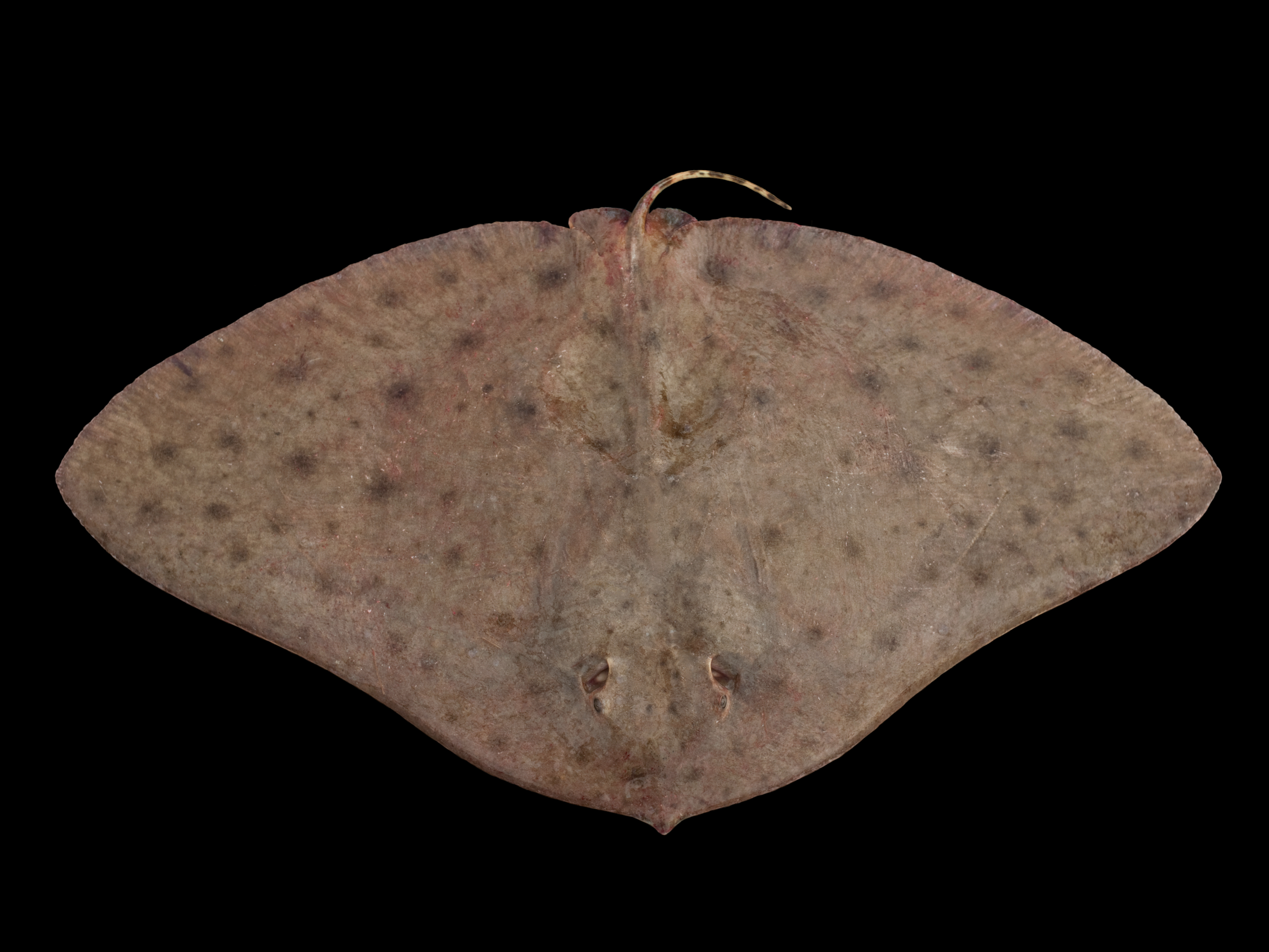
شفنين فراشي (الاسم العلمي: Gymnura).